# Charlotte Lennox
Charlotte Ramsay Lennox (Gibraltar, 1730? - 4 de gener de 1804), fou una escriptora anglesa.

## Biografia
Filla d'un capità de la marina britànica, l'escocès Charles Ramsay, i d'una escoceso-irlandesa, va ser batejada com Barbara Charlotte Ramsay i va viure a Albany, Nova York, on havia estat destacat el seu pare entre 1738 i 1742. En morir aquest l'any 1742, va marxar a viure a Londres, on va ser protegida per il·lustres dames, com lady Isabella Finch i la comtessa de Rockingham. Es va casar l'any 1747 amb l'escocès Alexander Lennox, qui treballava en la impremta londinenca de William Strahan. D'aquest matrimoni va tenir dos fills que van passar la infància però que no li van sobreviure.
El seu primer llibre va ser de versos: Poems on Several Occasions (1747). També va treballar com a actriu amb poca fortuna, va fer traduccions i va publicar a Gentleman's Magazine. El seu més famós poema, The Art of Coquetry (L'art de la coqueteria) i prosa narrativa en The Lady's Museum (1760-1761); va fer crítica literària de gran profunditat sobre les fonts de les peces de William Shakespeare en Shakespeare Illustrated (1753) i va escriure nombrosos articles i assajos, però és sobretot recordada pel seu gran èxit narratiu, la novel·la The female Quixote (La dona Quixot) escrita l'any 1752, que va ser traduïda a l'alemany (1752), al francès (1773) i a l'espanyol (1808), i li va valdre els elogis de Samuel Johnson i Samuel Richardson, així com de Henry Fielding. De 1773 a 1782 la seva situació econòmica va millorar una mica amb un treball que subministrava renda regular.
Va escriure també altres novel·les i peces teatrals, especialment una adaptació de la famosa Ho Eastward! de Ben Jonson, John Marston i George Chapman que va titular Old City Manners (Velles maneres de ciutat).
Va morir en la pobresa a Londres el 4 de gener de 1804.

## Obres

### Poemes
- Poems on Several Occasions (1747)[2]
- The Art of Coquetry (1750)[3]
- Birthday Ode to the Princess of Wales[4]

### Novel·les
- The Life of Harriot Stuart (1751)[5]
- The Female Quixote (1752)[6]
- Henrietta (1758)[7]
- Sophia (1762)[8]
- Eliza (1766)[9]
- Euphemia (1790)[10]
- Hermione (1791)

### Teatre
- Philander (1758)[11]
- The Sister (1762)[12]
- Old City Manners (1775)[13]

### Crítica literària
- Shakespeare Illustrated (1753–54)[14]

### Traduccions
- 1756 Memoirs of Maximilian de Bethune, Duke of Sully[15]
- 1756 The Memoirs of the Countess of Berci[16]
- 1757 Memoirs for the History of Madame de Maintenon and of the Last Age[17]
- 1759 The Greek Theatre of Father Brumoy[18]
- 1774 Meditations and Penitential Prayers by the Duchess de la Valière[19]